# Válicka
Válicka je rijeka u Zalskoj županiji u jugozapadnoj Mađarskoj. 
Izvire u jugozapadnom dijelu Zalske županije i ulijeva se u rijeku Zalu. Protječe kroz selo Bocfölde.  